# Erwin Panofsky
Erwin Panofsky (30. března 1892 – 14. března 1968) byl německý historik umění. Přelomovými byly zejména jeho studie o renesančním umění (Early Netherlandish Painting, Renaissance and Renascences in Western Art, Studies in Iconology: Humanist Themes in the Art of the Renaissance).

## Život
Narodil se v bohaté židovské těžařské rodině. Vyrůstal v Berlíně a v roce 1910 maturoval na zdejším gymnáziu Joachimsthalsches. V letech 1910-14 studoval práva, filozofii, filologii a dějiny umění na univerzitách ve Freiburgu, Mnichově a Berlíně, kde ho ovlivnily přednášky historičky umění Margarete Bieberové. Více ho ale ovlivnily myšlenky Ernsta Cassirera. Jeho dizertace na dějinách umění byla věnována Albrechtu Dürerovi, který zůstal velkým tématem po celý jeho život.
Kvůli zranění po pádu z koně byl osvobozen od služby v první světové válce. Poté působil na univerzitě v Berlíně, v letech 1920-1933 učil na univerzitě v Mnichově. V tom roce, po uchopení moci nacisty, odešel natrvalo do Spojených států (prvně zde přednášel v roce 1931). Vyučoval na univerzitě v New Yorku a na Princetonské univerzitě, kde zůstal po zbytek své kariéry. V letech 1947-1948 měl též sérii přednášek na Harvardově univerzitě. Tyto přednášky se pak staly základem jeho nejslavnější knihy Early Netherlandish Painting.
Panofsky se stal známým odhalováním skrytých symbolů na obrazech. Hovořil také o "maskovaném symbolismu" typickém pro renesanční umění. Tento jeho přístup byl ovšem také často kritizován.
Byl blízkým přítelem fyziků Wolfganga Pauliho a Alberta Einsteina. Jeho mladší syn Wolfgang Panofsky se také stal známým fyzikem specializujícím se na urychlovače částic.

## Díla
- Idea: A Concept in Art Theory (1924)
- Perspective as Symbolic Form (1927)
- Studies in Iconology (1939)
- The Life and Art of Albrecht Dürer (1943)
- Gothic Architecture and Scholasticism (1951)
- Early Netherlandish Painting (1953)
- Meaning in the Visual Arts (1955)
- Pandora's Box: the Changing Aspects of a Mythical Symbol (1956) (společně s Dora Panofsky)
- Renaissance and Renascences in Western Art (1960)
- Tomb Sculpture (1964)
- Problems in Titian, mostly iconographic (1969)

### Česky
- Idea: příspěvek k historii pojmu starší teorie umění. Praha: Malvern 2014
- Význam ve výtvarném umění. Praha: Malvern 2013